# Matija Barl
Matija Barl (Ljubljana, 17. veljače 1940. – 3. kolovoza 2018.), slovenski je glumac, prevoditelj i producent.
Barl, koji se u Sloveniji proslavio naslovnom ulogom u filmu Kekec, studirao je dramaturgiju na Akademiji za kazalište, radio, film in televiziju u Ljubljani. Od 1962. godine živio je u Njemačkoj, gdje je radio kao samostalni producent, prevoditelj i glumac. Osamostaljenjem Slovenije vradio se u rodnu državu i živio u Marezigama kod Kopra. 

## Cjelovečernji filmovi
- Kekec, 1951.
- Dobri stari pianino, 1958.
- Schwarz und weiß wie Tage und Nächte, 1987.
- Pozabljeni zaklad, 2002.

## Vanjske poveznice
- Matija Barl u internetskoj bazi filmova IMDb-u (engl.)